# Vic Mensa
Vic Mensa, de son vrai nom Victor Kwesi Mensah, né le 6 juin 1993 à Chicago, Illinois, est un rappeur américain. Il est actuellement sous le label Roc Nation et a été membre du groupe Kids These Days, disparu en 2013. Il a sorti sa première mixtape solo, Innanetape, en 2013. Mensa est aussi le fondateur du collectif de hip-hop Savemoney dont fait partie Chance The Rapper. Son premier single, Down on My Luck, est sorti en juin 2014 sur le label Virgin EMI.

## Influences
Au cours d'interviews avec XXL et Complex, Mensa cite comme des artistes qui l'ont influencé Jay-Z, Kanye West, A Tribe Called Quest, Timbaland, Eminem, Biggie Smalls, Missy Elliott, Lupe Fiasco, UGK, J Dilla, The Pharcyde, Nas, 2Pac et Hieroglyphics, ainsi que des artistes rock tels que Jimi Hendrix, Prince, Guns N' Roses, AC/DC, Gorillaz et Nirvana,. En 2013, XXL a qualifié sa mixtape Innanetape, « de nourriture lyrique » et a souligné sa capacité à « faire jouer les mots entre eux ».
En 2017, il visite les territoires palestiniens occupés par Israël.

## Discographie

### Albums studio
- 2017 : The Autobiography (Roc Nation Records)
- 2023 : Victor (Roc Nation Records)

### EPs
- 2016 : There's Alot Going On
- 2017 : The Manuscript

### Mixtapes
- 2012 : Traphouse Rock (avec Kids These Days)
- 2013 : Innanetape

### Singles

#### Comme artiste principal
| Titre                                                                                  | Année | Meilleure position | Meilleure position | Meilleure position | Album |  |
| Titre                                                                                  | Année | USA RnB            | AUS                | UK                 | Album |  |
| -------------------------------------------------------------------------------------- | ----- | ------------------ | ------------------ | ------------------ | ----- |  |
| Down on My Luck                                                                        | 2014  | —                  | —                  | 7                  | TBA   |  |
| U Ma' (featuring Kanye West)                                                           | 2015  | —                  | —                  | —                  | TBA   |  |
| Non Chill (avec Skrillex)                                                              | 2016  | —                  | —                  | —                  | TBA   |  |
| Reverse (avec G-Eazy et Marshmello)                                                    | 2018  | —                  | —                  | —                  | —     |  |
| "—" indique un enregistrement non classé ou qui n'a pas été publié dans ce territoire. |       |                    |                    |                    |       |  |

#### Seul
| Fast Life (Asher Roth avec Vic Mensa)                                          | RetroHash |
| Have U Eva (Leather Curdoroys et Vic Mensa)                                    |           |
| "—" indique un enregistrement qui non classé ou non publié dans ce territoire. |           |

### Featurings
| Title               | Année | Autres artistes             | Album                                        |
| ------------------- | ----- | --------------------------- | -------------------------------------------- |
| Family              | 2012  | Chance the Rapper, Sulaiman | 10 Day                                       |
| Cocoa Butter Kisses | 2013  | Chance the Rapper, Twista   | Acid Rap                                     |
| Involved            | 2015  | Towkio                      | .Wav Theory                                  |
| Go with It          | 2015  | The Internet                | Ego Death                                    |
| Around My Way       | 2015  | Young Chop                  | Finally Rich Too                             |
| Wolves              | 2016  | Kanye West, Sia             | The Life of Pablo                            |
| Around My Way       | 2016  | Young Chop                  | King Chop                                    |
| Lose It             | 2016  | Flume                       | Skin                                         |
| Winners Circle      | 2016  | Joey Purp                   | iiiDrops                                     |
| Drive Me Crazy      | 2016  | Kaytranada                  | 99.9%                                        |
| Go Tell 'Em         | 2016  | NC                          | The Birth of a Nation: The Inspired By Album |